# Élő dalok
Élő dalok – koncertowy album Ákosa, wydany w 1996 roku na MC i CD nakładem wytwórni BMG. Nagrań dokonano 4 listopada 1995 roku w Budapest Sportscarnok.
Album zajął pierwsze miejsce na węgierskiej liście przebojów.

## Lista utworów
1. „Táltos születik” (4:25)
2. „Indiántánc” (5:08)
3. „Örvény” (3:47)
4. „Dúdolni halkan” (3:39)
5. „Mégis jó” (3:35)
6. „Test” (4:56)
7. „Keresd meg a lányt” (4:18)
8. „Félek saját magamtól (Instrumentális)” (3:44)
9. „Csak te vagy” (4:46)
10. „A vér szava” (3:44)
11. „Tanulékony szörnyeteg” (4:51)
12. „Kicsi szív” (6:53)
13. „Helló” (4:31)
14. „Az utolsó levél” (3:49)
15. „Esőkirály” (5:17)
16. „Adjon Isten…” (1:24)

## Wykonawcy
- Ákos Kovács – wokal, gitara
- Gábor Madarász – gitara
- Tibor Fekete – gitara basowa
- Gábor Lepés – syntezator
- Péter Dorozsmai – perkusja